# Helmut Marko
Dr. Helmut Marko, född 27 april 1943 i Graz, är en österrikisk racerförare.

## Racingkarriär
Marko vann Le Mans 24-timmars tillsammans med Gijs van Lennep i en Porsche 917 1971.
Marko tävlade även i formel 1 säsongerna 1971 och 1972, men utan framgång. Det såg ut som att han skulle få ett genombrott i Frankrikes Grand Prix 1972, där han kvalade in till sjätte startrutan. På nionde varvet låg Marko femma när en sten, som skjutits iväg från en bil framför, träffade hans visir och gick igenom och skadade ett av hans ögon. Marko lyckades stanna vid sidan av banan och undvek därmed en allvarligare olycka, men loppet som hade börjat så bra var över. Marko förlorade synen på det skadade ögat och därmed var hans aktiva formel 1-karriär slut.
Marko ansvarar numera för energidryckestillverkaren Red Bulls förarutbildning Red Bull Junior Team men är samtidigt ledande representant för Red Bull gentemot Red Bulls F1-stall Red Bull Racing och RB Formula One Team samt tidigare för Scuderia Toro Rosso och Scuderia Alpha Tauri.

## F1-karriär
| Säsong | Stall/Tillverkare             | Poäng | Placering |
| ------ | ----------------------------- | ----- | --------- |
| 1971   | Jo Bonnier (McLaren-Ford) BRM | 0     | –         |
| 1972   | BRM                           | 0     | –         |